# III secolo
Il III secolo (terzo secolo) è il secolo che inizia nell'anno 201 e termina nell'anno 300 incluso.

## Avvenimenti
- 235: con l'uccisione di Alessandro Severo ha inizio l'Anarchia militare che si protrarrà per altri cinquant'anni circa.
- 249-260: persecuzioni anticristiane di Decio e Valeriano.
- 250: Roma apre il commercio con la Cina; l'imperatore Decio impone il ritorno alla religione tradizionale romana.
- 284: Diocleziano proclamato imperatore; inizierà la divisione dell'impero romano in orientale e occidentale.
- Anni 80/90: nascita dei governi separatisti: Carausio e Alletto al governo della Britannia, Lucio Domizio Domiziano in Egitto.
  - 282-285: prima rivolta dei Bagaudi.
- Diffusione dei culti misterici e delle filosofie orientali.

## Personaggi significativi
- Aureliano, che cinge Roma di nuove mura, diffonde il culto del Sol Invictus e sconfigge la regina Zenobia.
- Caracalla (188 - 217), imperatore romano che concede la cittadinanza romana a tutti gli abitanti dell'impero (211-217).
- Caro (282), imperatore che associa al governo i figli Carino e Numeriano.
- Papa Cornelio conciliante con gli apostati, gli si oppone Novaziano creando l'omonima eresia.
- Gallieno (260), Imperatore sregolato e protettore di arti e filosofia.
- Ippolito di Roma, letterato cristiano avverso alla politica imperiale dell'epoca.
- Mani, profeta babilonese, fondendo la filosofia zoroastrista, cristiana e buddista crea il Manicheismo.
- Plotino, filosofo neoplatonico, crea la dottrina dell'Uno, principio del puro essere a cui ogni creatura è legata.
- Porfirio, allievo di Plotino e autore dell'opera Contro i cristiani.
- Sapore I, scià di Persia, sconfigge l'imperatore romano Valeriano (259).
- Settimio Severo, periodo di stabilità nell'Impero.

## Invenzioni, scoperte, innovazioni
- Ateneo di Naucrati compone I Dipnosifisti.
- Sarcofago di Acilia
- Prima metà del secolo: composizione dell'Apocalisse gnostica di Pietro.